# Parkdale (Arkansas)
Pour les articles homonymes, voir Parkdale.
Parkdale est une municipalité du comté d'Ashley, dans l'État de l'Arkansas aux États-Unis.

## Démographie
| 1910 | 1920 | 1930 | 1940 | 1950 | 1960 |
| ---- | ---- | ---- | ---- | ---- | ---- |
| 383  | 284  | 371  | 278  | 385  | 448  |

| 1970 | 1980 | 1990 | 2000 | 2010 | - |
| ---- | ---- | ---- | ---- | ---- | - |
| 459  | 471  | 393  | 377  | 277  | - |